# Håndtering av udøde
Håndtering av udøde (Engels: Handling the Undead) is een Noors-Zweedse horrorfilm uit 2024, geregisseerd door Thea Hvistendahl naar een scenario dat Hvistendahl samen schreef met John Ajvide Lindqvist, gebaseerd op het boek De doden keren terug (Hanteringen av odöda) van de Zweedse auteur John Ajvide Lindqvist uit 2005.

## Verhaal
Op een abnormaal hete zomerdag in Oslo omringt een vreemd elektrisch veld de stad en televisies, gloeilampen en elektronica raken in de war. Wanneer de chaos  plotseling voorbij is, blijkt deze vreemde gebeurtenis pas overledenen uit de dood gewekt te hebben. De film brengt drie families samen door hun verlies. Mahler (72) en zijn dochter Anna rouwen om het te vroege overlijden van zijn kleinzoon. Tora (86) neemt in het uitvaartcentrum definitief afscheid van haar vrouw en een gezin van vier personen wordt geconfronteerd met een leven zonder vrouw en moeder.

## Rolverdeling
| Acteur               | Personage |
| -------------------- | --------- |
| Renate Reinsve       | Anna      |
| Bjørn Sundquist      | Mahler    |
| Bente Børsum         | Tora      |
| Anders Danielsen Lie | David     |
| Bahar Pars           | Eva       |
| Inesa Dauksta        | Flora     |
| Kian Hansen          | Kian      |
| Olga Damani          | Elisabet  |

## Productie
In augustus 2022 werd bekendgemaakt dat de filmopnames bezig waren van de film, het speelfilmregiedebuut van Thea Hvistendahl, naar een scenario dat ze samen met John Ajvide Lindqvist schreef, gebaseerd op de gelijknamige roman van Lindqvist. De film wordt geproduceerd door Kristin Emblem en Guri Neby voor Einar Film in coproductie met Zentropa Zweden en met steun van het Noorse Filminstituut, het Zweedse Filminstituut, Film i Väst, Nordisk Film & TV Fond en Oslo Film Fond.

## Release en ontvangst
Håndtering av udøde ging op 20 januari 2024 in première op het Sundance Film Festival in de World Cinema Dramatic Competition waar hij de World Cinema Dramatic Special Jury Award for Original Music won. Hij werd ook geselecteerd voor het Filmfestival van Göteborg in januari 2024. De film kreeg overwegend positieve kritieken van de filmcritici, met een score van 81% op Rotten Tomatoes, gebaseerd op 32 beoordelingen.

## Prijzen en nominaties
De belangrijkste:
| Jaar | Prijs                  | Categorie                                                   | Genomineerde(n) | Uitslag  |
| ---- | ---------------------- | ----------------------------------------------------------- | --------------- | -------- |
| 2024 | Sundance Film Festival | World Cinema Dramatic Special Jury Award for Original Music | Peter Raeburn   | Gewonnen |